# Rhabdotis gemella
Rhabdotis gemella är en skalbaggsart som beskrevs av Legrand 1996. Rhabdotis gemella ingår i släktet Rhabdotis och familjen Cetoniidae. Inga underarter finns listade i Catalogue of Life.